# N-propylacetaat
n-propylacetaat is een ester met als brutoformule C5H10O2.
Het is een veelgebruikt oplosmiddel in de lak-, verf- en chemische industrie.

## Synthese
n-propylacetaat kan gevormd worden door de reactie van azijnzuur met n-propanol, met zwavelzuur als katalysator:
Een andere mogelijkheid is de hydrogenering van allylacetaat met als katalysator bijvoorbeeld nikkel, platina of rodium.